# Disordini di Dušanbe del 1990
I disordini di Dušanbe del 1990 sono state le rivolte antigovernative verificatesi a Dušanbe, la capitale del Tajikistan, dal 12 al 14 febbraio 1990.

## Storia
Nel 1988, all'indomani del pogrom di Sumgait e delle rivolte anti-armene in Azerbaigian, 39 rifugiati armeni provenienti dall'Azerbaigian furono temporaneamente reinsediati a Dušanbe. Nel 1990, l'afflusso armeno divenne oggetto di voci che scatenarono le rivolte a Dušanbe e che gonfiarono il numero di rifugiati a 2 500 – 5 000 Secondo indiscrezioni, gli armeni sarebbero stati reinsediati in nuove abitazioni di Dušanbe, che a quel tempo stava vivendo una grave carenza di alloggi. Nonostante il fatto che i rifugiati armeni venissero reinsediati con i loro parenti e non in alloggi pubblici, e che avessero già lasciato il Tagikistan per l'Armenia nel 1990, la denuncia ufficiale contro le voci in circolazione non fu in grado di fermare le proteste. Le assicurazioni del primo segretario del Partito comunista del Tagikistan, Qahhor Mahkamov, secondo cui non era in corso alcun reinsediamento degli armeni, furono respinte dai manifestanti.
Ben presto, le manifestazioni sponsorizzate dal movimento nazionalista Rastokhez divennero violente. I manifestanti chiedevano riforme economiche e politiche radicali. Gli edifici governativi, i negozi e altre attività commerciali furono attaccati e saccheggiati e furono presi di mira armeni, russi e altre minoranze etniche. Si verificarono anche abusi sulle donne tagike che indossavano in pubblico abiti europei. I disordini furono sedati dalle truppe sovietiche richiamate a Dušanbe da Mahkamov. Tuttavia, l'eccessiva dipendenza di Mahkamov dalla forza militare fu criticata da Buri Karimov, il vicepresidente del Consiglio dei ministri, che chiese le dimissioni della dirigenza del Partito Comunista Tagiko. Il 14 febbraio 1990 Mahkamov e il primo ministro del Tagikistan Izatullo Khayoyev presentarono le loro dimissioni, ma che non furono accettate dal Comitato centrale del Partito comunista tagiko.
Durante le rivolte di Dušanbe, durate un paio di giorni, 26 persone furono uccise e 565 rimasero ferite. Tra i giovani attivisti tagiki condannati per la partecipazione ai disordini ci fu il futuro ministro dell'interno del Tagikistan Yaqub Salimov. Incidenti anti-armeni su scala minore si registrarono anche nel vicino Turkmenistan.